# Delfim Moreira da Costa Ribeiro

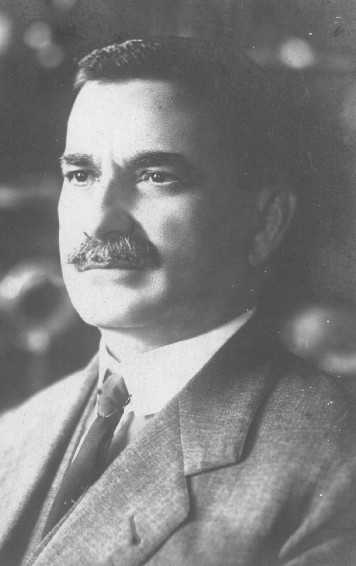
Delfim Moreira da Costa Ribeiro

Delfim Moreira da Costa Ribeiro (* 7. November 1868 in Cristina, Minas Gerais; † 1. Juli 1920 in Santa Rita do Sapucaí, Minas Gerais) war ein brasilianischer Rechtsanwalt, Politiker und vom 15. November 1918 bis zum 28. Juli 1919 Präsident von Brasilien. Vom 28. Juli 1919 bis 1. Juli 1920 war er Vizepräsident unter Epitácio Pessoa. Delfim Moreira gehörte dem Partido Republicano Mineiro (PRM) an.
Er wurde Präsident, nachdem der bereits gewählte Kandidat Francisco de Paula Rodrigues Alves an der spanischen Grippe erkrankt und vor seiner Amtseinführung gestorben war.
Vom 7. September 1914 bis zum 7. September 1918 war Moreira Gouverneur des Bundesstaates Minas Gerais.